# فرانسیسکو دی سا کارنیرو
فرانسیسکو دی سا کارنیرو (به پرتغالی: Francisco de Sá Carneiro)؛ (زاده ۱۹ ژوئیه ۱۹۳۴ – درگذشته ۴ دسامبر ۱۹۸۰)، یک سیاست‌مدار و نخست‌وزیر پیشین پرتغال بود.
او در سال ۱۹۷۴ حزب سوسیال دموکرات پرتغال را تأسیس کرد و در سال ۱۹۸۰ نخست‌وزیر پرتغال شد؛ ولی فقط ۱۱ ماه در این پست باقی ماند او در ۴ دسامبر ۱۹۸۰ به همراه همدمش در انفجار هواپیما کشته شد. یک تحقیق مجلس در سال ۲۰۰۴ گفت که شواهدی از بمب‌گذاری در هواپیما وجود دارد. پس از آن در تحقیقی که در سال ۱۹۹۵ صورت گرفت، شواهدی از خرابکاری بدست آوردند.